# Fuldrigger (spil)
Fuldrigger er et brætspil som er udgivet af Dan-Spil og KE Leg i 1987. Spillet er lavet af grafiker Ole Bent Mogensen og gymnasielærer Jens Erik Bjørn Hansen [kilde mangler].
I spillet styrer man en større handelsflåde og sejler verden rundt, mens man handler med alt fra sølv til slaver. Samtidigt kan man befæste sine havneanlæg og slås med pirater.
Fuldrigger kan spilles af 2-4 spillere fra 7 år og opad.
I 1987 blev Fuldrigger kåret til Årets Familiespil af Legetøjsbranchens Fællesråd.
I 2024 blev Fuldrigger genudgivet af Danspil. Til denne genudgivelse har spillet fået opdateret sit spillebræt med en "Special Edition", som blandt andet inkluderer regler for Børsen. 